# فردریک ماتلا
فردریک ماتلا (هلندی: Frédérique Matla؛ زادهٔ ۲۸ دسامبر ۱۹۹۶) بازیکن هاکی روی چمن اهل هلند است.